# Герб Мичуринска
Герб Мичу́ринска — является официальным символом наукограда, муниципального образования «Город Мичуринск», административного центра Мичуринского района Тамбовской области Российской Федерации.
Исторический гласный герб города (до 1932 года — Козлов) был создан на основе герба Козловского гарнизонного полка, Высочайше утверждён 16 (27) августа 1781 года императрицей Екатериной II вместе с другими гербами городов Тамбовского наместничества. Официально использовался до ноября 1917 года. 10 августа 1999 года Решением Мичуринского городского Совета народных депутатов исторический герб города был восстановлен и внесён в Государственный геральдический регистр под регистрационным номером 604. 14 ноября 2003 года, после получения статуса наукограда, утверждён новый герб города, который подлежит внесению в Государственный геральдический регистр Российской Федерации.

## Описание герба
В соответствии с Положением «О гербе города Мичуринска», утверждённом Решением Мичуринского городского Совета народных депутатов Тамбовской области 14 ноября 2003 года, герб города имеет следующее описание:
«Геральдический щит обрамляет дубовая ветвь с вплетённой лентой ордена „Знак Почёта“. В перевязь вплетены элементы, отражающие историческое местоположение города как крупнейшей железнодорожной станции Российской Федерации. Внизу геральдического щита размещено изображение элементов исторического герба города Козлова. В центре геральдического щита изображена открытая книга и ветвь как символ науки и образования.
Щит разделяет полоса в виде изолинии кардиограммы, символизирующей высшую жизнеутверждающую цель наукограда — здоровье нации.
Ветвь и три яблока вверху щита символизируют аграрное направление города Мичуринска — наукограда. Венчает композицию герба корона в виде части шестерни — символ промышленного потенциала города».

## История герба
До 1932 года город Мичуринск именовался Козло́в. Город был основан по указу царя Михаила Фёдоровича 5 сентября 1635 года как укреплённый пункт для обороны Рязани, а также шацких, ряжских и данковских мест от набегов крымских и ногайских татар.

### Герб на Знамени Козловского полка
Полк был сформирован в начале XVIII века как Белогородский. В 1727 году несколько месяцев назывался 2-м Костромским, затем переименован в Козловский. В 1764 году расформирован на отдельные батальоны.
В июне 1728 года Верховный тайный совет издал указ о введении нового образца полковых знамён с государственным и городским гербами. В 1729 году под руководством обер-директора над фортификацией генерала Б. К. Миниха и при участии художника Андрея Баранова (живописца А. Д. Меншикова) был составлен Знамённый гербовник. 8 марта 1730 года новые гербы для полковых знамён были утверждены. Герб на знамени Козловского гарнизонного полка имело следующее описание: «Против нового рисунка. Козёл белый, поле красное, земля зелёная».
Гербы 1730 года должны были размещаться не только на полковых знамёнах, но и на печатях, которыми губернаторы и воеводы опечатывали все бумаги, кроме партикулярных. Таким образом, герб Владимирского полка уже с этого периода стал приобретать статус городского герба.

### Исторический герб Козлова
16 (27) августа 1781 год императрицей Екатериной II вместе с другими гербами городов Тамбовского наместничества был Высочайше утверждён герб города Козлова.
Подлинное описание герба уездного города Козлова гласило: 

«Городъ Козловъ имеѣтъ старый гербъ. Козлъ бѣлый, полѣ красное, земля зеленая».—  ПСЗРИ, 1781, Закон № 15210.
В 1861 году, в период геральдической реформы Кёне, был разработан проект нового герба Козлова (официально не утверждён):"«В червлёном щите серебряный козел с золотыми рогами и копытами. В вольной части герб Тамбовской губернии. Щит увенчан серебряной башенной короной и окружён золотыми колосьями, соединёнными Александровской лентой».
Мичуринский краевед М. П. Белых приводит описание ещё одного из неутверждённых проектов герба Козлова того периода: «щит его осенён золотой императорской короной и разделён надвое. Вверху — золотой улей с тремя золотыми пчёлами в лазоревом (синем) поле. Внизу — белый козёл на зелёном холме в червлёном (красном) поле, означающий имя сего города. Щит окружён серебряным венком наполовину из листьев лавра, наполовину дуба с малым бантом и лентами цветов ордена Святого Владимира (красными)».

### Герб Мичуринска
В 1932 году город Козлов был переименован в Мичуринск в честь учёного-селекционера Ивана Владимировича Мичурина (при его жизни). 10 июня 1965 года решением исполкомом горсовета депутатов трудящихся года № 268 был утверждён первый герб Мичуринска: «Щит рассечён по вертикали на равные поля бронзового и красного цвета. Внизу размещён старый герб, правую половину щита занимают шестерня и молот, символизирующие технику и труд, на левой половине размещены 3 яблока, символизирующие мичуринскую науку». Автор герба — С. Г. Архипов.
11 апреля 1969 года был утверждён новый вариант герба Мичуринска. Герб имел следующий вид: поле щита разделено по-вертикали на синюю и красную части (по цветам флага РСФСР). В центре эмблема: половина шестерни, колос, раскрытая книга, скрещённые молот и железнодорожный ключ, дата «1932». Над эмблемой три золотых яблока в память о знаменитом селекционере И. В. Мичурине. В нижней части щита стоящий на холме серебряный козел (элемент исторического герба); на холме написана дата «1635». Даты на гербе напоминают об основании крепости Козлов (1635) в составе Белгородской засечной черты и переименовании Козлова в Мичуринск (1932). Авторы герба 1969 года — городской архитектор Н. Н. Пряхин и художник С. Г. Архипов.
10 августа 1999 года при содействии Союза геральдистов России Решением Мичуринского городского Совета народных депутатов № 324 «О гербе г. Мичуринска» был восстановлен исторический герб Козлова-Мичуринска и внесён в Государственный геральдический регистр под № 604 со следующим описанием: «В червлёном (красном) поле серебряный идущий козёл по зелёной земле, с возникающим справа малым зелёным холмом».

### Герб наукограда Мичуринска
4 ноября 2003 года Указом Президента Российской Федерации № 1306 город Мичуринск получил статус наукограда. Через десять дней, 14 ноября 2003 года, Мичуринский городской Совет народных депутатов Тамбовской области признал утратившим силу решение Мичуринского городского Совета народных депутатов от 10 августа 1999 года № 324 «О гербе г. Мичуринска» и утвердил новый герб наукограда Мичуринска.
Решения об отмене регистрации герба Мичуринска от 10 августа 1999 года в Государственном геральдическом регистр Российской Федерации под № 604 не было, новый герб наукограда Мичуринска в регистре не значится.
На всех проектах и утверждённых гербах Козлова-Мичуринска присутствовала главная фигура исторического герба Козлова — белый козёл.
В 2010 году Геральдический совет при президенте РФ одобрил специальную разновидность корон для гербов «наукоградов» — на каждом зубце такой короны вырез в виде раскрытой книги. Мичуринск имеющий статус наукограда, имеет возможность использовать герб именно с такой короной.